# Federico de Juan
Federico de Juan Echávarri (nacido en 1973 en Madrid) es un guionista e imitador español. Desde 2006 hasta 2013, dirigió el espacio de sátira política Los Clones en Intereconomía Televisión, canal en el que también ocupó la dirección general. También desde 2014 hasta 2015  dirigió el espacio de humor Los Tele Tipos en Telemadrid y en 2015 y 2016 formó parte del elenco del programa José Mota presenta... de TVE. En 2017 colabora en El acabose con José Mota y en la nueva etapa de Homo Zapping en Neox.

## Biografía profesional
Federico de Juan es licenciado en Farmacia, estudios que compaginó con su trabajo en la emisora Onda Mini, dirigida al público infantil, en el programa La Monda y con sus primeros pasos en El Jardín de los Bonsáis, sección humorística del programa Protagonistas de Luis del Olmo. Sus imitaciones de políticos y personajes de la vida social, especialmente la de José María Aznar, le hicieron merecedor de un lugar en el equipo de El Jardín de los Bonsáis, programa al que accede de la mano del locutor Luis Ignacio González, con quien paulatinamente traba una amistad que actualmente continúa, y con quien sigue trabajando a día de hoy. En El Jardín de los Bonsáis permaneció más de una década, primero en Onda Cero y posteriormente en Punto Radio. Paralelamente, ejerció como director de locutores en Europa FM. En 2004 inició su colaboración con Concha García Campoy en Punto Radio. 
Posteriormente, pasó a formar parte junto con Luis Ignacio González del espacio Con Dos Clones de Intereconomía Televisión, al que le sigue la participación en el programa Nada Partidarios, cuya dirección asume tras la marcha de Rafael Martínez Simancas. El formato evoluciona y se convierte en 2009 en Los Clones, hasta el mes de julio de 2013, momento en que cual se graba su última entrega. 
En septiembre de 2012, Federico de Juan había tomado las riendas de Intereconomía Televisión poniendo en marcha una nueva identidad para la cadena e implantando una nueva parrilla de televisión cimentada en la información y en los directos. Su dimisión por diferencias irreconciliables con la presidencia del grupo se produce a comienzos de 2013. Ese mismo verano, Federico de Juan y su compañero Luis Ignacio González abandonan Intereconomía Televisión por incumplimiento de contrato por parte de la cadena y comienzan un litigio para reclamar la abultada deuda que la cadena había contraído con ellos. 
Federico de Juan ha colaborado en varios programas especiales de Nochevieja de José Mota para TVE como actor e imitador, y en la actualidad continúa al frente de su propia productora, LOL Factory, cuya filosofía se resume en su claim "Comunicación con humor". Es el director de Los Tele Tipos desde mayo de 2014 hasta abril de 2015, un espacio basado en la parodia de programas de televisión, en el que forma equipo con Luis Ignacio González, Javier Quero y Alejandra Andreu. En la Nochebuena de 2017 colabora con Berta Collado y Quequé el especial de Se acabó lo que se daba en Telemadrid.  
- Datos: Q5857922